# Dallmann-Bucht
Die Dallmann-Bucht (auch bekannt als Dallmannbai) ist eine Bucht zwischen der Anvers-Insel und der Brabant-Insel im Palmer-Archipel westlich der Antarktischen Halbinsel. Sie steht neben dem offenen Südlichen Ozean in Verbindung mit der Gerlache-Straße und dem Schollaert-Kanal. Der Federici-Kanal bildet den östlichen Abschnitt der Bucht entlang der Westküste der Brabant-Insel.
Der deutsche Polarforscher Eduard Dallmann (1830–1896) entdeckte die Bucht bei seiner Antarktisexpedition auf der Groenland (1873–1874). Der Veranstalter dieser Expedition, die Deutsche Polar-Schifffahrtsgesellschaft mit Sitz in Hamburg, benannte sie Dallmann zu Ehren. Der französische Polarforscher Jean-Baptiste Charcot kartierte die Bucht bei der Vierten Französischen Antarktisexpedition (1903–1905).